# تجزیه لهستان
تجزیه لهستان یا تجزیه مشترک‌المنافع لهستان-لیتوانی سه مرحله تجزیهٔ کشور لهستان بود که در نیمهٔ دوم قرن ۱۸ میلادی رخ داد و به پایان موجودیت مشترک‌المنافع لهستان-لیتوانی انجامید و استقلال لهستان را به مدت ۱۲۳ سال (تا ۱۹۱۸) از میان برد. عاملان این تجزیه امپراتوری روسیه، پادشاهی پروس و امپراتوری هابسبورگ بودند. این سه دولت سرزمین‌های لهستانی را میان خود تقسیم کردند.

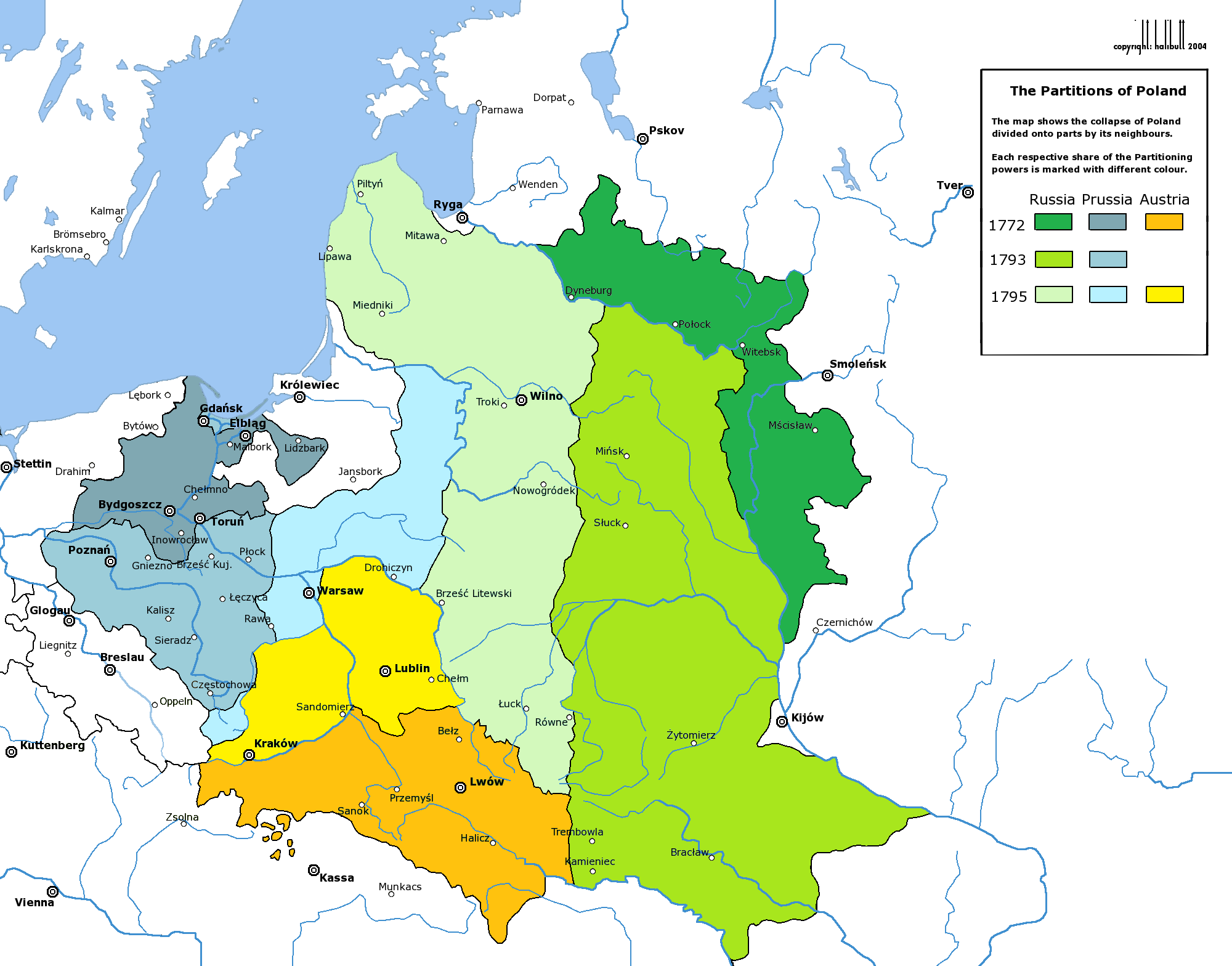
نقشه سه تجزیه مشترک‌المنافع لهستان-لیتوانی

طی اولین تجزیه لهستان، در عهدنامه‌ای میان سه دولت روسیه، اتریش و پروس در تاریخ ۵ اوت ۱۷۷۲ تصمیم به تجزیه لهستان گرفته شد. دو دهه بعد، در هنگام دومین تجزیه لهستان، نیروهای روسیه و پروس وارد خاک لهستان شدند. (۲۳ ژانویه ۱۷۹۳) اتریش در دومین تجزیه لهستان شرکت نکرد. در سومین تجزیه لهستان، که در ۲۴ اکتبر ۱۷۹۵ میلادی به امضا رسید، لهستان استقلال خود را به‌طور کامل از دست داد و حتی قیام آزادی خواهان لهستانی نیز به موفقیت نینجامید.

## جدول تجزیه لهستان
| تجزیه | برای اتریش                              | برای اتریش    | برای پروس                               | برای پروس | برای روسیه                               | برای روسیه | تصرف شده                                 | تصرف شده | باقی‌مانده                                | باقی‌مانده |
| تجزیه | ناحیه                                   | %             | ناحیه                                   | %         | ناحیه                                    | %          | ناحیه                                    | %        | ناحیه                                    | %         |
| ----- | --------------------------------------- | ------------- | --------------------------------------- | --------- | ---------------------------------------- | ---------- | ---------------------------------------- | -------- | ---------------------------------------- | --------- |
| ۱۷۷۲  | ۸۱٬۹۰۰ کیلومتر مربع (۳۱٬۶۰۰ مایل مربع)  | ۱۱٫۱۷٪        | ۳۶٬۳۰۰ کیلومتر مربع (۱۴٬۰۰۰ مایل مربع)  | ۴٫۹۴٪     | ۹۳٬۰۰۰ کیلومتر مربع (۳۶٬۰۰۰ مایل مربع)   | ۱۲٫۶۸٪     | ۲۱۱٬۲۰۰ کیلومتر مربع (۸۱٬۵۰۰ مایل مربع)  | ۲۸٫۷۹٪   | ۵۲۲٬۳۰۰ کیلومتر مربع (۲۰۱٬۷۰۰ مایل مربع) | ۷۱٫۲۰٪    |
| ۱۷۹۳  | — (شرکت نشده)                           | — (شرکت نشده) | ۵۷٬۱۰۰ کیلومتر مربع (۲۲٬۰۰۰ مایل مربع)  | ۷٫۷۸٪     | ۲۵۰٬۲۰۰ کیلومتر مربع (۹۶٬۶۰۰ مایل مربع)  | ۳۴٫۱۱٪     | ۳۰۷٬۳۰۰ کیلومتر مربع (۱۱۸٬۶۰۰ مایل مربع) | ۴۱٫۸۹٪   | ۲۱۵٬۰۰۰ کیلومتر مربع (۸۳٬۰۰۰ مایل مربع)  | ۲۹٫۳۱٪    |
| ۱۷۹۵  | ۴۷٬۰۰۰ کیلومتر مربع (۱۸٬۰۰۰ مایل مربع)  | ۶٫۴۰٪         | ۴۸٬۰۰۰ کیلومتر مربع (۱۹٬۰۰۰ مایل مربع)  | ۶٫۵۵٪     | ۱۲۰٬۰۰۰ کیلومتر مربع (۴۶٬۰۰۰ مایل مربع)  | ۱۶٫۳۶٪     | ۲۱۵٬۰۰۰ کیلومتر مربع (۸۳٬۰۰۰ مایل مربع)  | ۲۹٫۳۱٪   | هیچ مقدار                                | ۰٪        |
| کامل  | ۱۲۸٬۹۰۰ کیلومتر مربع (۴۹٬۸۰۰ مایل مربع) | ۱۴٫۵۷٪        | ۱۴۱٬۴۰۰ کیلومتر مربع (۵۴٬۶۰۰ مایل مربع) | ۱۹٫۲۷٪    | ۴۶۳٬۲۰۰ کیلومتر مربع (۱۷۸٬۸۰۰ مایل مربع) | ۶۶٫۱۶٪     | ۷۳۳٬۵۰۰ کیلومتر مربع (۲۸۳٬۲۰۰ مایل مربع) | ۱۰۰٪     | هیچ مقدار                                | ۰٪        |